# Pellegrino Matteucci
Pellegrino Matteucci, född 13 oktober 1850 i Ravenna, död 8 augusti 1881 i London, var en italiensk afrikaresande.
Matteucci deltog 1877–78 i Romolo Gessis expedition till Sennar och Blå Nilens område, reste sedan i Abessinien och företog 1880, åtföljd av marinlöjtnanten Alfonso Maria Massari och furst Giovanni Borghese, en färd genom Sudanländerna från Nilen till Niger och övre Guinea, den första i denna riktning genom Afrika.